# Softswitch
Nelle reti di comunicazione dati il termine Softswitch indica un sistema in grado di gestire le chiamate telefoniche. Il softswitch è composto da un hardware, normalmente un server basato su un sistema operativo Unix, con un software, in grado di gestire la segnalazione telefonica ed eventualmente anche il flusso vocale. I softswitch si occupano di gestire la segnalazione H.323 o SIP su reti IP, in alcuni casi anche la SS7 nell'interconnessione con la rete telefonica PSTN. In tal senso possono avere interfacce fisiche di interconnessione ad altre reti telefoniche.

## Classi di softswitch
Per softswitch di classe 4 si intende un dispositivo che si occupa principalmente del routing delle telefonate, senza dare servizi diretti all'utenza; 
per softswitch di classe 5 si intende invece un dispositivo a cui l'utenza telefonica è direttamente connessa, ovvero un dispositivo in grado di dare il tono di linea e i servizi telefonici di base, come attesa, passaggio di chiamata, messaggistica etc.